# Meister der aufständischen Engel

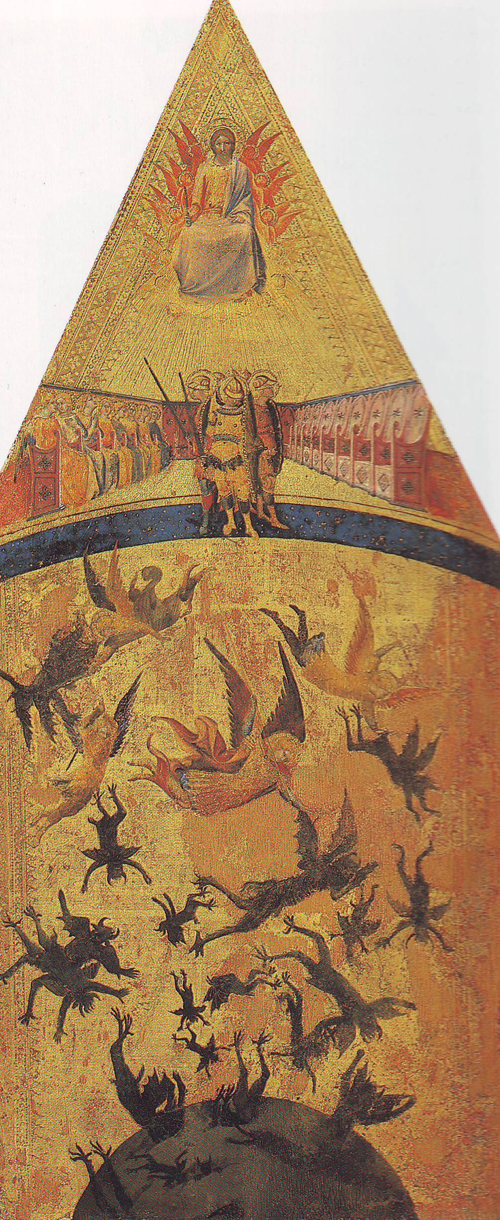
Meister der aufständischen Engel: Engelssturz

Als Meister der aufständischen Engel (französisch Maître des Anges Rebelles) wird ein Maler im Italien der zweiten Hälfte des 14. Jahrhunderts, dem Trecento, bezeichnet. Der namentlich nicht bekannte Künstler war wahrscheinlich in Siena tätig. Er erhielt seinen Notnamen nach dem von ihm um 1345 geschaffenen Bild des Engelsturzes, das die Niederschlagung des Aufstands von Engeln gegen die Oberherrschaft Gottes darstellt. Ein dazugehöriges Bild des Heiligen Martin wurde im Laufe der Zeit abgetrennt, beide Werke befinden sich heute im Musée du Louvre von Paris. Die genaue Zusammenstellung des ursprünglichen Altars, den sie bildeten, ist nicht sicher zu rekonstruieren.
Der Meister der aufständischen Engel hat beide Bilder auf Holz gemalt, in kleinem Format. Die Lebendigkeit der Figurenbewegungen und die Nutzung und Aufteilung der Fläche bei ihrer Darstellung im Engelsturz zeigen eine „mutige“ Abkehr von der statischen Interpretation seiner Vorgänger. Der Meister steht damit einer von Ambrogio Lorenzetti begonnenen Malweise nahe. Er kommt eventuell aus dem Umfeld von Lippo Memmi oder Simone Martini, beides ebenfalls sienesische Maler der Frührenaissance. Es ist nicht auszuschließen, dass der Meister der aufständischen Engel sich mit Martini in Avignon in Frankreich aufhielt.